# Krupp-Diamant
Der Krupp-Diamant ist ein farbloser 33,19 Karat (6,636 g) schwerer Diamant, der auch unter dem Namen Elizabeth-Taylor-Diamant bekannt ist.
Der Diamant gehörte der deutschen Industriellenfamilie Krupp. Er wurde nach dem Tode von Alfried Krupp von Bohlen und Halbachs zweiter Ehefrau Vera (1909–1967) verkauft. Der Schauspieler Richard Burton erwarb den Diamanten für 305.000 US-Dollar und schenkte ihn seiner damaligen Ehefrau Elizabeth Taylor im vierten Ehejahr. Elizabeth Taylor trug diesen Diamanten als eingefassten Ring. Am 16. Dezember 2011 wurde der Diamant für 8.818.500 US-Dollar in New York City bei Christie’s versteigert.